# 1894 Haffner
1894 Haffner је астероид главног астероидног појаса са средњом удаљеношћу од Сунца која износи 2,887 астрономских јединица (АЈ).
Апсолутна магнитуда астероида је 11,9.